# クリスティアナ・パスカ・パルマ―

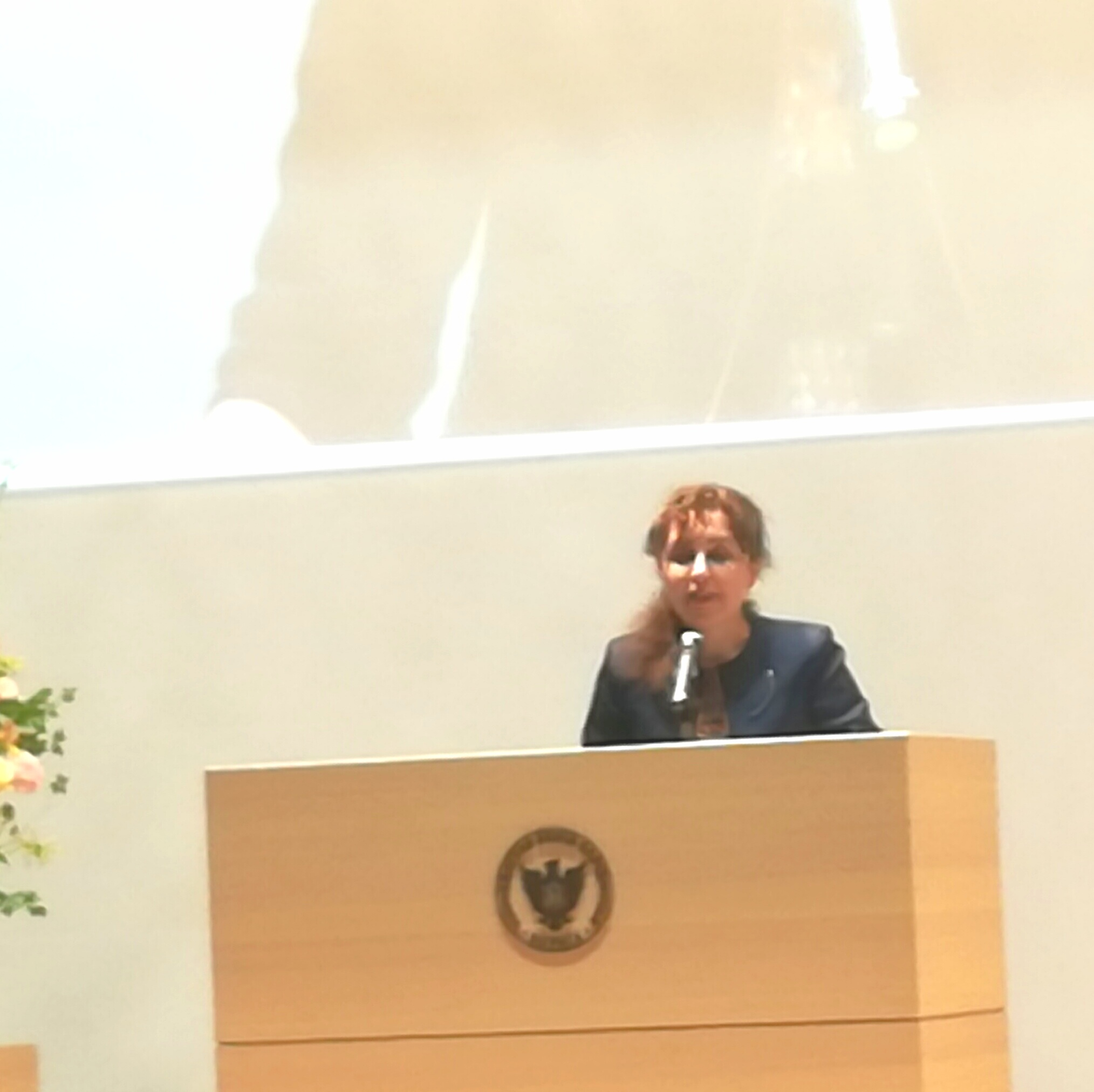
クリスティアナ・パスカ・パルマー国連生物多様性条約事務局長 (6月21日,2017年、上智大学にて)

クリスティアナ・パスカ・パルマ― (Cristiana Pașca Palmer、1968年 - ）は、国際連合の生物多様性条約事務局長を務める政治家。 2016年12月30日潘基文国連事務総長から任命される前は、ルーマニアの環境水資源森林担当大臣を務める。

## 略歴
- 1968年生まれ、1996年にブカレスト大学を卒業、米国のタフト大学でフレッチャースクールで理学修士号と哲学博士号を取得。
- 2011年から2015年まで、環境および天然資源部門の気候変動局を指揮。
- 2010年から2011年までは、欧州委員会の気候変動対策総局の国際関係に関する政策アナリスト。 環境の持続可能性に焦点を当てた国際的な発展の学者であった。